# 馬特·瓦曼
馬特·瓦曼（英語：Matt Warman，1981年9月1日—）是一位英格蘭政治人物，他的黨籍是保守黨。自2015年開始，他擔任波士頓和斯凱格內斯選區選出的英國下議院議員。在踏入政壇之前他是每日電訊報的科技編輯。他畢業於杜倫大學。